# Шутов, Геннадий Иванович
Геннадий Иванович Шутов (род. 10 января 1948) — советский хоккеист, вратарь.

## Биография
Выступал за горьковские команды «Динамо» (1967/68 — 1968/69), «Полёт» (1970/71 — 1971/72, 1976/77 — 1980/81), «Торпедо» (1972/73 — 1975/76). За четыре сезона, проведённых в высшей лиге в составе «Торпедо», сыграл около ста матчей.
По окончании карьеры работал детским тренером в спортклубе «Полет». Был инженером-наладчиком в фирме, занимавшейся электромонтажом автозаправочных станций. Работал судьёй на матчах первенства Горьковской области и второй лиги СССР. В середине 1990-х открыл с Евгением Гуниным три магазина спортивных товаров «Крок» в Нижнем Новгороде, в 1995 году компаньоны создали Центр экипировки спортсменов «Крок» с производством в Богородске.